# Червоносів
Червоносів — колишнє село в Україні. Населення 0 осіб.
Підпорядковувалось Нововодолазькій селищній раді Нововодолазького району Харківської області.

## Географія
Село Червоносів знаходилось на лівому березі ріки Вільхуватка, вище за течією приєднувалось село Червона Поляна, нижче, на відстані 1 км, розташовувалось село Завадівка, на протилежному березі річки — село Низівка.

## Історія
Село зняте з обліку в період між 1972 та 1986 роками.